# Prosopogryllacris sumbaica
Prosopogryllacris sumbaica är en insektsart som beskrevs av Heinrich Hugo Karny 1937. Prosopogryllacris sumbaica ingår i släktet Prosopogryllacris och familjen Gryllacrididae.

## Underarter
Arten delas in i följande underarter:
- P. s. alticola
- P. s. cauralis
- P. s. sumbaica